# 吉野誠一
吉野誠一（よしの せいいち、1983年 - ）は、日本の構造家。株式会社よしの主宰。山口県生まれ。
2005年、日本大学理工学部建築学科卒業。
2007年、日本大学大学院理工学研究科建築学専攻修士課程修了。
2007～2012年、株式会社梅沢建築構造研究所に勤務。
2012～2016年、よしの事務所設立。2016年から株式会社よしの。
主な担当物件に、阿佐ヶ谷の家構造設計(第43回東京建築賞戸建住宅部門優秀賞受賞)（2014年）南相馬市消防・防災センタートップライト構造設計（2015年）多摩高校中央棟鉄骨屋根構造設計(共同構造設計:岡田宮里研究室、2016年）book(集合住宅)構造設計（2016年）泉佐野の住宅構造設計（2016年）GINZA SIXの光膜天井・ルーバー手摺研究開発（2017年）など。